# البحرية اللاتفية
القوات البحرية اللاتفية (اللاتفية: Latvijas Jūras spēki) هو فرع من فروع القوات المسلحة الوطنية المكلفة القيام بعمليات عسكرية والإنقاذ في البحر. اليوم، فهي تعمل بشكل كامل وتنفيذ بنجاح جميع المهام الموكلة لهم. وNF أداء كاسحة الألغام والمتفجرات على بحر البلطيق، فضلا عن عمليات البحث والإنقاذ وأنشطة الرصد البيئي. وقد شاركت القوات البحرية في منظمة حلف شمال الأطلسي الدولية / الشراكة من أجل عمليات السلام وتمارين مختلفة مع نجاح كبير. أولويات التنمية الرئيسية للNF هي لتوسيع أنشطتها في دول البلطيق "السفينة سرب BALTRON ووضع نظام للمراقبة البحر. انهم يدفعون قدرا كبيرا من الاهتمام لتدريب متخصصة مهنيا والتدريس باللغة الإنجليزية. واحدة من المهام الرئيسية التي تواجه NF هو تطوير بنيتها التحتية.

## التاريخ
عندما لاتفيا استعادت استقلالها في عام 1991، بدأت إعادة القوات اللاتفية البحرية تحت قيادة الاميرال (ثم الكابتن) Zeibots Gaidis. في عام 1994 وكانت تتألف من القوات البحرية التابعة للمنطقة الجنوبية (في ليابايا)، والمنطقة الوسطى (في ريغا)، وكتيبة الدفاع الساحلي (في فنتسبيلز)، ومركز التدريب (في ليابايا). وقعت أهم حدث بحري من هذه الأيام الأولى للجمهورية لاتفيا إعادة تأسيس في 11 أبريل عام 1991 عندما تم رفع العلم لاتفيا على إعادة إنشاء أول سفينة بحرية "SAMS". ومن المسلم به الآن هذا التاريخ هو ولادة جديدة للقوات البحرية في لاتفيا.
في عام 1999 البحرية البلطيق سرب (BALTRON) تم إنشاؤه مع سفن من اللتوانية، لاتفيا ن واستونيا ن القوة البحرية. وعين لاتفيا الكابتن في البحرية Ilmars Lesinskis، ثم قائدا للمنطقة الجنوبية، ليكون بمثابة أول قائد هذه القوة متعددة الجنسيات.
في 1 يوليو 1999 تم إعادة تنظيم القوات البحرية لاتفيا. تأسس الهيكل الحالي على أساس وحدة إقليمية سابقة - على سفن أسطول الحرب (HQ في يابايا)، وخفر السواحل سفن أسطول في ريغا (مفارز في يابايا وفنتسبيلز)، وكتيبة الدفاع الساحلي في فنتسبيلز (مفارز هي على طول ساحل بحر البلطيق وخليج ريغا)، ومركز التدريب في ليابايا، وقاعدة لوجستية في ليابايا (مفارز في ريغا وفنتسبيلز).
في 1 يوليو 2004 تم إعادة تنظيم القوات البحرية لاتفيا مرة أخرى، ومنذ ذلك الوقت فهي تتألف من مقر القوات البحرية، القوات البحرية أسطول HQ مع الوحدات الصغرى، ودائرة خفر السواحل الهيكل الجديد يجعل من الممكن لتنظيم وتدريب الموظفين والتخصص أفضل من ذي قبل، وكذلك إلى تقاسم المسؤولية بين القادة.

## البعثة
القوة البحرية يوفر الدفاع عن المياه الإقليمية الوطنية، وتنفذ المتفجرة أنشطة التخلص من الذخائر في عرض البحر والمرافئ، تنسق التعاون وينفذ بحث الإنسان وعمليات الإنقاذ في عرض البحر داخل منطقة مسؤولية وطنية بشأن البحث والإنقاذ، يحمل من خدمات المساعدة البحرية، ومنح أماكن ملجأ للسفن، وتنفذ كارثة السفينة أو جهود الإغاثة في حالات الطوارئ، ويحتوي على زيت وغيرها من الخطرة المواد تسرب في البحر، وجهود الإغاثة تنسق في المياه لاتفيا
مهمة واحدة لا يمكن إنكارها من جميع القوات البحرية هو المساهمة وتعزيز المكانة الدولية للدولة. جعلت السفن الحربية لجمهورية لاتفيا مرارا بزيارات إلى دول اجنبية ودعمت زيارات السفن الحربية الاجنبية وممثلي البحرية في لاتفيا.
وشاركت السفن الحربية في المنطقة الجنوبية لاتفيا القوات البحرية في عمليات دولية عديدة (الولايات المتحدة مناورات بالتوبس وتعاونية JAGUAR، AMBER البحر، المفعمة بروح الانفتاح، مشروع تعاوني، والتحدي البلطيق، وغيرها). وقد أجريت هذه التدريبات إلى حلف الناتو المعايير، والذي يأتي لاتفيا حققت بنجاح.
والمهمة الرئيسية للقوات البحرية هو:
- ضمان الدفاع عن المياه الإقليمية والمياه الداخلية للدولة (ما عدا الأنهار والبحيرات)؛
- إجراء حراسة الساحل والسيطرة على المياه الإقليمية والمياه الداخلية، وكذلك المنطقة الاقتصادية الخالصة؛
- التأكد من جاهزية وحدات لتعبئة والقتال؛
- المشاركة في المراقبة البيئية وعمليات البحث والإنقاذ في البحر، فضلا عن المشاركة في إزالة آثار حالات الطوارئ التي تحدث في البحر؛
- البحث عن متفجرات في عرض البحر وتدميرها؛
- آمنة للحرس حدود الدولة وفقا للإجراءات التي يحددها مجلس الوزراء، مع الوسائل التقنية والسفن لأداء وظائفها في عرض البحر.

## هيكل من القوات البحرية
مقر القوات البحرية
اسطول القوات البحرية مقر
- MCM السرب (الألغام المضادة التدبير)
- قارب دورية سرب
- البحر المراقبة والاتصالات خدمة
- صيانة معدات مليون متر مكعب، ومركز إصلاح

خدمة خفر السواحل
- البحث والإنقاذ مركز التنسيق
- خفر السواحل مفرزة

## سفن في القوات البحرية
فريق العمل والدعم (مساعدة):
- A-53 "VIRSAITIS" فيدار فئة زراعة ألغام
- A-90 "VARONIS" Buyskes فئة سفينة المسح الهيدروغرافي

الألغام الحرب:
- M-04 "IMANTA" Imanta (Tripartiti، الكمار) فئة منجم صياد
- M-05 "VIESTURS" Imanta (Tripartiti، الكمار) فئة الألغام صياد
- M-06 "TĀLIVALDIS" Imanta (Tripartiti، الكمار) فئة الألغام صياد
- M-07 "VISVALDIS" Imanta (Tripartiti، الكمار) فئة الألغام صياد
- M-08 "RŪSIŅŠ" Imanta (Tripartiti، الكمار) فئة الألغام صياد

دورية:
- P-01 "Zibens" (بحكم HNoMS Djerv) العاصفة فئة قارب دورية سريع
- P-02 «العرق» الطبقة العاصفة (بحكم HNoMS Hvass) دورية قارب سريع
- P-05 «سكروندا» سكروندا زورق دورية فئة، كلفت في عام 2011.
- P-06 «سيسيس» سكروندا زورق دورية فئة، كلفت في عام 2012.

خفر السواحل:
- KA-01 "Kristaps" الطبقة KBV قارب دورية
- KA-06 "Gaisma" دورية فئة KBV قارب
- KA-08 "Saule" الطبقة KBV قارب دورية
- KA-09 "Klints" الطبقة KBV قارب دورية
- KA-14 «أسترا» زورق دورية
- تم نقل KA-03 "Komēta" تفتيش فئة Ribnadzor قارب على الحرس الشباب وسفينة تدريب. انها ليست صالحة للإبحار.